# Andwakia isabellae
Andwakia isabellae är en havsanemonart som beskrevs av Oscar Henrik Carlgren och Hedgpeth 1952. Andwakia isabellae ingår i släktet Andwakia och familjen Andwakiidae. Inga underarter finns listade i Catalogue of Life.